# Papuaneon
Genre
Papuaneon est un genre d'araignées aranéomorphes de la famille des Salticidae.

## Distribution
Les espèces de ce genre se rencontrent en Australie et en Papouasie-Nouvelle-Guinée.

## Liste des espèces
Selon World Spider Catalog (version 23.0, 18/06/2022) :
- Papuaneon eungella Richardson, 2022
- Papuaneon eurobodalla Richardson, 2022
- Papuaneon ewingar Richardson, 2022
- Papuaneon tapin Richardson, 2022
- Papuaneon tualapa Maddison, 2016
- Papuaneon werrikimbe Richardson, 2022

## Systématique et taxinomie
Ce genre a été décrit par Maddison en 2016 dans les Salticidae.

## Publication originale
- Maddison, 2016 : « Papuaneon, a new genus of jumping spiders from Papua New Guinea (Araneae: Salticidae: Neonini). » Zootaxa, no 4200(3), p. 437-443.